# Daucus rouyi
Daucus rouyi är en växtart i släktet Daucus och familjen flockblommiga växter.
Arten är en perenn ört som förekommer i Algeriet och Tunisien samt på Sardinien och Korsika. Den beskrevs först som Thapsia polygama av René Louiche Desfontaines 1798, och fick sitt nu gällande namn av Krzystof Spalik och Jean-Pierre Reduron 2016.